# Emerald Coast
Pour les articles homonymes, voir Emerald.

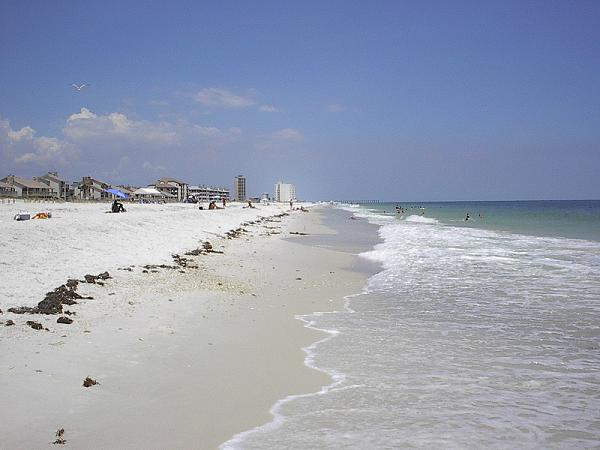
Pensacola Beach appartient à l'Emerald Coast.

L'Emerald Coast (« Côte d’émeraude ») est une région côtière du golfe du Mexique en Floride aux États-Unis. Sa limite orientale se situe près de Port Saint Joe et sa limite occidentale se situe à Pensacola. Des années 1940 jusqu'aux années 1980, la région se faisait appeler Playground Area of the Gulfcoast (« zone récréative de la côte du golfe »).

## Description
La zone englobe de nombreuses stations balnéaires comme Pensacola Beach, Gulf Breeze, Navarre Beach, Fort Walton Beach, WaterColor, Panama City Beach, Destin et Seaside. Les autres localités de la région sont Perdido Key, Navarre, Sandestin, Mexico Beach, Grayton Beach, Inlet Beach, Santa Rosa Beach et Seagrove.
La zone accueille plusieurs bases militaires dont la Naval Air Station Pensacola, l’Hurlburt Field, l’Eglin Air Force Base, la Tyndall Air Force Base et le Corry Station Naval Technical Training Center.

## Culture populaire
- Le film avec Jim Carrey intitulé The Truman Show s'est tourné dans la région.
- Le film Les Dents de la mer 2 a été tourné dans la région, plus particulièrement à Fort Walton Beach et sur l’île Okaloosa.